# Стахович, Софья Александровна
Софья Александровна Стахович (1862—1942) — фрейлина, близкая знакомая семьи Л. Н. Толстого. Внучка генерала эпохи наполеоновских войн П. Н. Ушакова.

## Биография
Родилась в семье шталмейстера Александра Александровича Стаховича от брака его с Ольгой Павловной Ушаковой 8 (20) мая 1862 года. Старшие братья Александр и Михаил были членами Государственной думы; младший брат Павел, генерал-лейтенант.
Получила хорошее образование, знала английский, немецкий, французский и итальянский языки, интересовалась литературой. 25 мая 1895 года была пожалована во фрейлины двора к императрице Александре Фёдоровне. Была литературно одарена, являлась автором рассказа «Сиротка», изданного отдельной книжкой в 1899 году издательством «Посредник» с рисунками И. Е. Репина.
В 1885 году в Москве Софья Стахович познакомилась с Л. Н. Толстым и стала другом его семьи. Бесстрашная наездница, она была единственной женщиной, с которой Лев Николаевич совершал верховые прогулки. По словам Александры Толстой, Стахович была «простая, веселая и необыкновенно сильная, сильная и физически, и нравственно, её энергия проявлялась во всем: в теннисе, в беготне, во всем».
После смерти Толстого С. А. Стахович участвовала в создании его музея в Москве, в котором и работала всю последующую жизнь после 1917 года, подготовила к печати переписку писателя для Полного собрания сочинений Л. Н. Толстого и эту её деятельность специалисты определили как подвиг.
Софья Стахович была также в большой дружбе с художником И. Е. Репиным, который летом 1891 и зимой 1892 годов посетил имение Стаховичей в Пальне-Михайловке, где написал её портрет, а также картину «Пальна. Вид с балкона» (находится в Минском музее; была написана Репиным в дар Софье Александровне), сделал зарисовки паленских обитателей, коннозаводские этюды. Александру Александровичу, Михаилу Александровичу и Софье Александровне Стаховичам он посвятил картину «Пушкин на набережной».
С. А. одевалась по-старинному, затягивалась в корсет, на голове маленькая соломенная шляпка. Мальчишки, завидев её, когда она проходила мимо памятника Пушкину, закричали: «Эй ты, тётка Пушкина!» Рассказывая об этом эпизоде, С. А. сказала: «Они не подозревали, какое удовольствие они мне этим восклицанием доставили», —

вспоминала о Стахович работавшая вместе с ней в музее в 1930-е гг. Эвелина Зайденшнур.
Умерла 5 апреля 1942 года, похоронена на Ваганьковском кладбище; могила утрачена.